# Поховальна маска
Поховальна маска — виріб декоративно-прикладного мистецтва, іноді з дорогоцінних металів або каменів (також з дерева, гіпсу або глини; у алеутів — з китового вуса), яку в деяких культурах клали при похованні на обличчя небіжчика перед похованням.
Слід відрізняти від посмертної маски, яка є зліпком з обличчя покійного і залишається в світі живих в меморіальній якості; до того ж, на відміну від подібного зліпка, портретна схожість в похоронних масках або не обов'язкова, або не в силах їх творців.
Цей звичай був пов'язаний з культом предків і уявленням про загробне життя. У Стародавньому Єгипті, як відомо за письмовими джерелами, маска служила для збереження зображення померлого — обителі або умови життя його душі. Маски знаходять не тільки в похованнях: судячи з усього, наприклад, в Сибіру, вони застосовувалися в похоронних обрядах (обрядові маски), потім кидалися об землю, розбивалися або спалювалися.
У багатьох випадках ці маски індивідуальні і портретні; їх вивчення дозволяє встановити, зокрема, фізичний тип населення відповідного часу.
Варіантом є створення гіпсом або глиною рельєфу особи на черепі покійного — це «череп-маска».

## Приклади відомих масок
- Виявлені в Ніневії і Карфагені[2].
- Крито-мікенська культура — золоті маски в гробницях Мікен, особливо т. н. «Маска Агамемнона».
- Стародавній Єгипет, найвідоміший приклад — похоронна маска Тутанхамона.
- Фаюмський портрет — рідкісний приклад не скульптурної, а мальованої похоронної маски.
- Острів Самое (IV ст. до н. е.).
- Таштицька культура (Південний Сибір, I—IV ст. н. е.), Взагалі Сибір наприкінці І тис. до н. е. — VII—VIII століття н. е.
- Територія Ірану.
- Мезоамериканські культури, наприклад, індіанці мая і південноамериканські сіканської культури (Перу) і чиму — часто використовувався нефрит.
- Стародавній Китай, наприклад, династія Ляо.
- Керч: маска з так званої гробниці Рескупорида[3][4].
- Астана: маски були зроблені з тканини, і поверх були нашиті металеві елементи[5].